# Rivière Bécancour
Pour les articles homonymes, voir Bécancour (homonymie).
La rivière Bécancour (en abénaqui : Wôlinaktekw ou Wôlinaktegw) est un cours d'eau coulant dans la région administrative du Centre-du-Québec, au Québec, Canada ayant une longueur de 196 km.  Située sur la rive-sud du fleuve Saint-Laurent, elle prend sa source dans les Appalaches, près de Thetford Mines. Elle coule ensuite vers le nord-ouest en direction du fleuve jusqu’à la ville de Bécancour.

## Toponymie

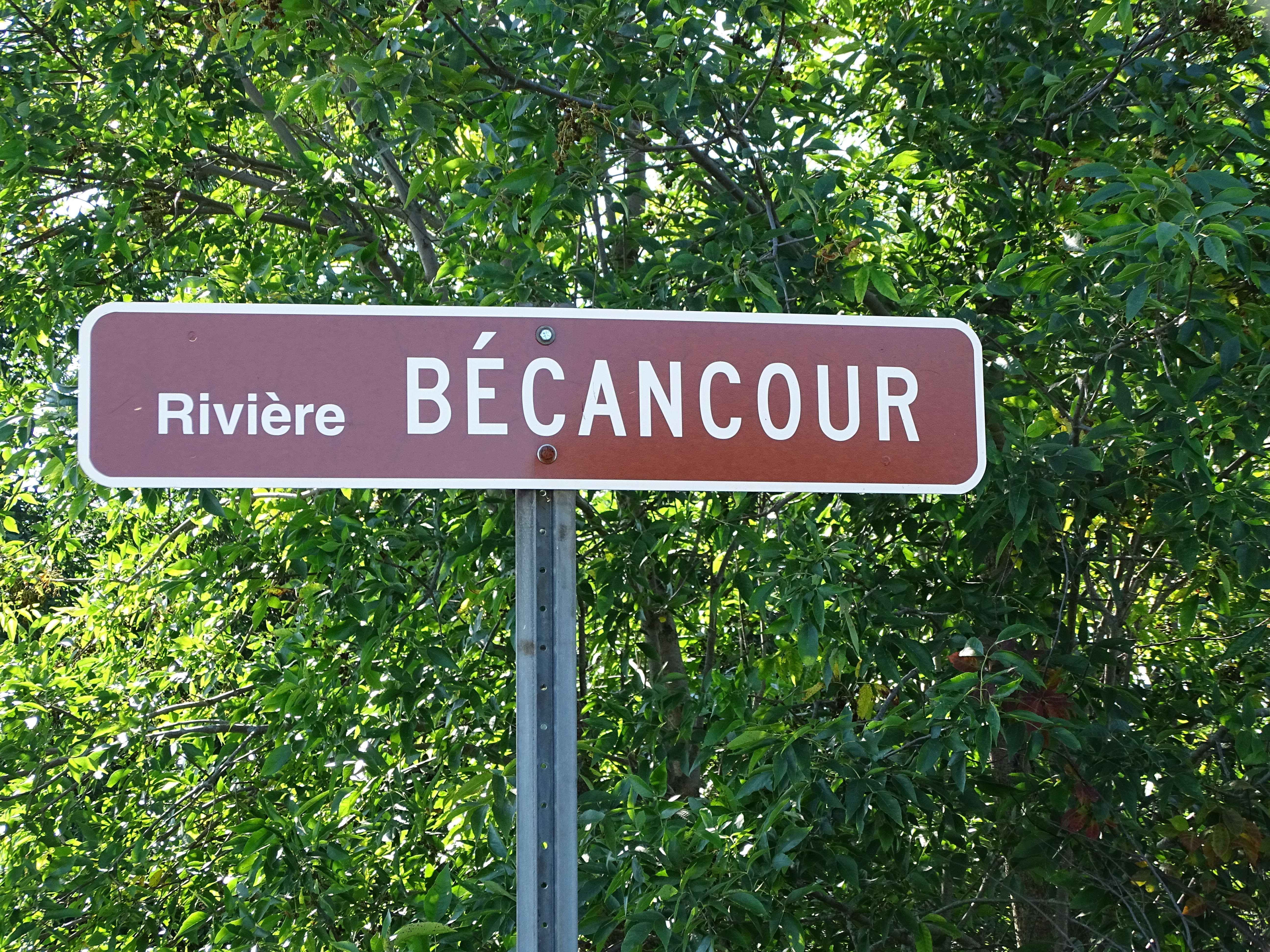
Signalisation routière de la rivière Bécancour.

Le nom de la rivière commémore Pierre Robineau de Bécancour, 2e baron de Portneuf, seigneur de Bécancour (1654-1729) . Ce nom apparu sur la carte de 1695 de Jean Deshayes. Ce nom remplaça dès lors les noms primitifs de rivières Puante (où la bataille de la Rivière Puante eut lieu), et Saint-Michel.
Les Abénaquis la nomment quant à eux Wôlinaktekw qui signifie « rivière à la baie » . Les Écossais qui s'établirent à Inverness nommèrent le tronçon qui passe sur leur territoire « Thames River » (la Tamise) .
Le toponyme Rivière Bécancour a été officialisé le 5 décembre 1968 à la Commission de toponymie du Québec.

## Géographie

### Cours

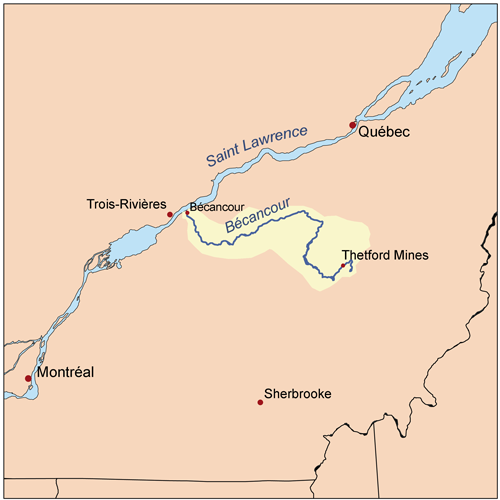
Bassin de la Bécancour.

Le cours de la Bécancour, qui fait 196 km, commence à 402 m d'altitude dans les Appalaches. Elle prend source dans le lac Bécancour, dans la ville de Thetford Mines.
Celle-ci suit un parcours sinueux jusqu'à Lyster, qui marque son entrée dans les basses-terres du Saint-Laurent. Elle prend par la suite une direction ouest-sud-ouest jusqu'à Daveluyville où elle tourne en direction nord-ouest jusqu'à Bécancour où elle se déverse dans l'estuaire fluvial du Saint-Laurent.

### Hydrologie

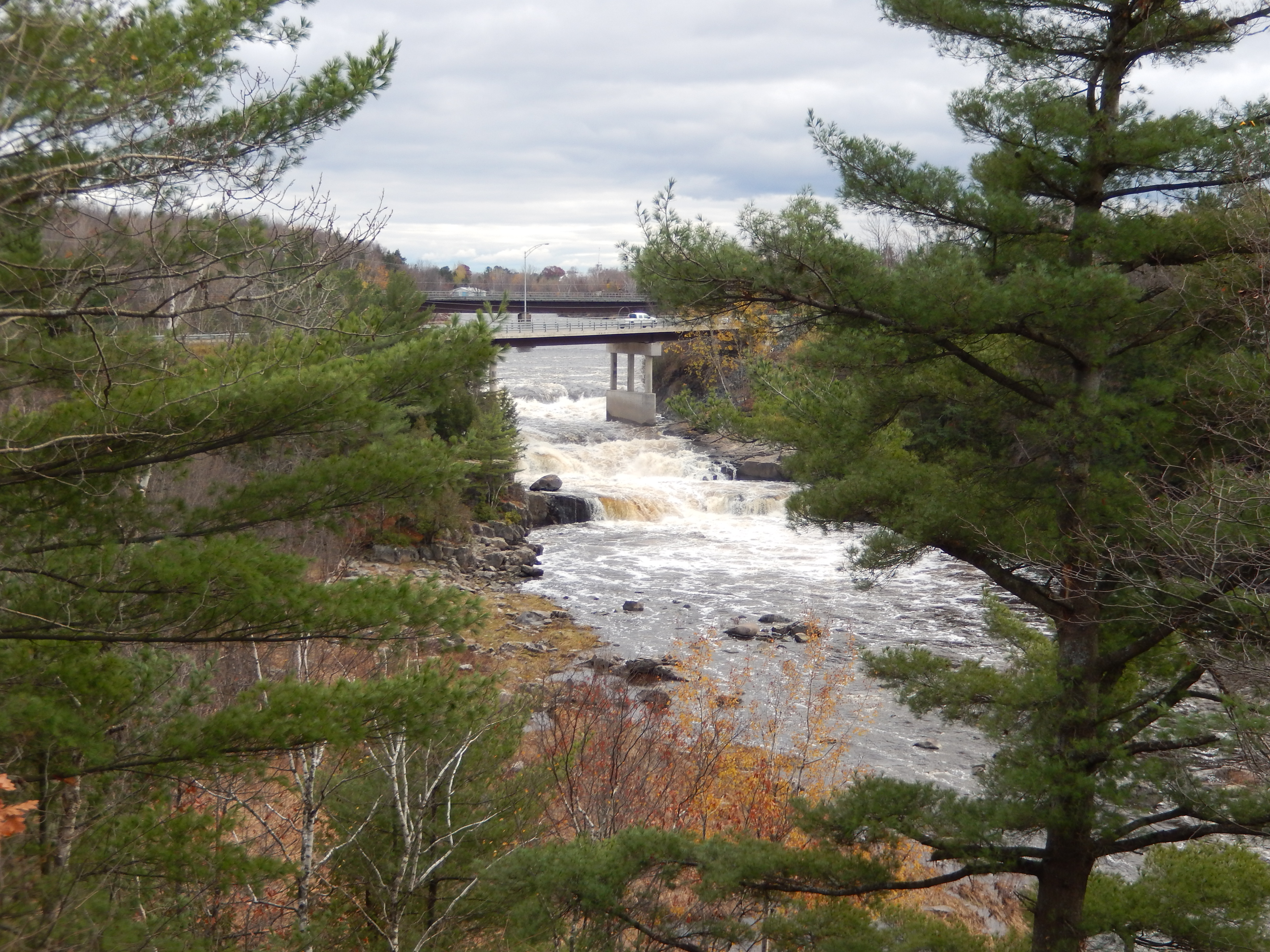
Les chutes Maddington sur la rivière Bécancour.

Le bassin hydrographique a une superficie de 2 620 km2 . Son module, qui est mesuré à Maddington et comprend 84 % du bassin, est de 59 m3/s . Sa crue moyenne est de 200 m3/s et son débit d'étiage est de 25 m3/s . Quant aux valeurs extrêmes enregistrées, elles vont de 1 à 500 m3/s . La ville de Thetford Mines détourne une partie des eaux du bassin du Saint-François au profit de la Bécancour via son aqueduc, soit 19 000 m3/jour. Cet apport a cependant un effet négligeable sur le débit de la rivière et représente moins de 0,05 m3/s à Maddington.
La rivière reçoit l'apport de 87 cours d'eau . Ses principaux affluents sont, d'amont en aval, la rivière au Pin (rivière Bécancour), le ruisseau Bullard, la rivière Palmer, la rivière Noire, la rivière Bourbon la rivière Blanche à Saint-Rosaire et une autre rivière Blanche à Saint-Wenceslas .
Le bassin comprend 62 lacs de plus de 1 ha . En plus du lac Bécancour (83 ha), la rivière traverse l'étang Stater (8 ha) et les lacs à la Truite (135 ha), William (492 ha, le plus important du bassin) et Joseph (243 ha) , . Pour ce qui est des milieux humides, ils couvrent 154 km2, soit 5,9 % du bassin. Parmi ceux-ci, les tourbières couvre 118 km2 et les marécages 26 km2 .

### Population
En 2008, la population du bassin était estimée à 64 354 habitantset avait une densité de 25 hab./km2 . Le territoire du bassin est divisé en 45 municipalités et une réserve indienne. La plus importante municipalité du bassin, Thetford Mines (26 190 habitants), regroupe 41 % de la population de celui-ci . Deux autres villes de plus de 5 000 habitants sont Princeville et Plessisville .

### Géologie
La Bécancour fait partie de deux provinces géologiques, soit les Appalaches en amont et les Basses-terres du Saint-Laurent en aval. Les Appalaches sont composées de roches sédimentaires et volcaniques qui se sont déposées dans un milieu marin profond. Elles ont été soulevées lors de l'orogenèse taconienne. Pour ce qui est de la plate-forme du Saint-Laurent, elle est composée de calcaire, de grès et de mudrock non déformé.

### Milieu naturel

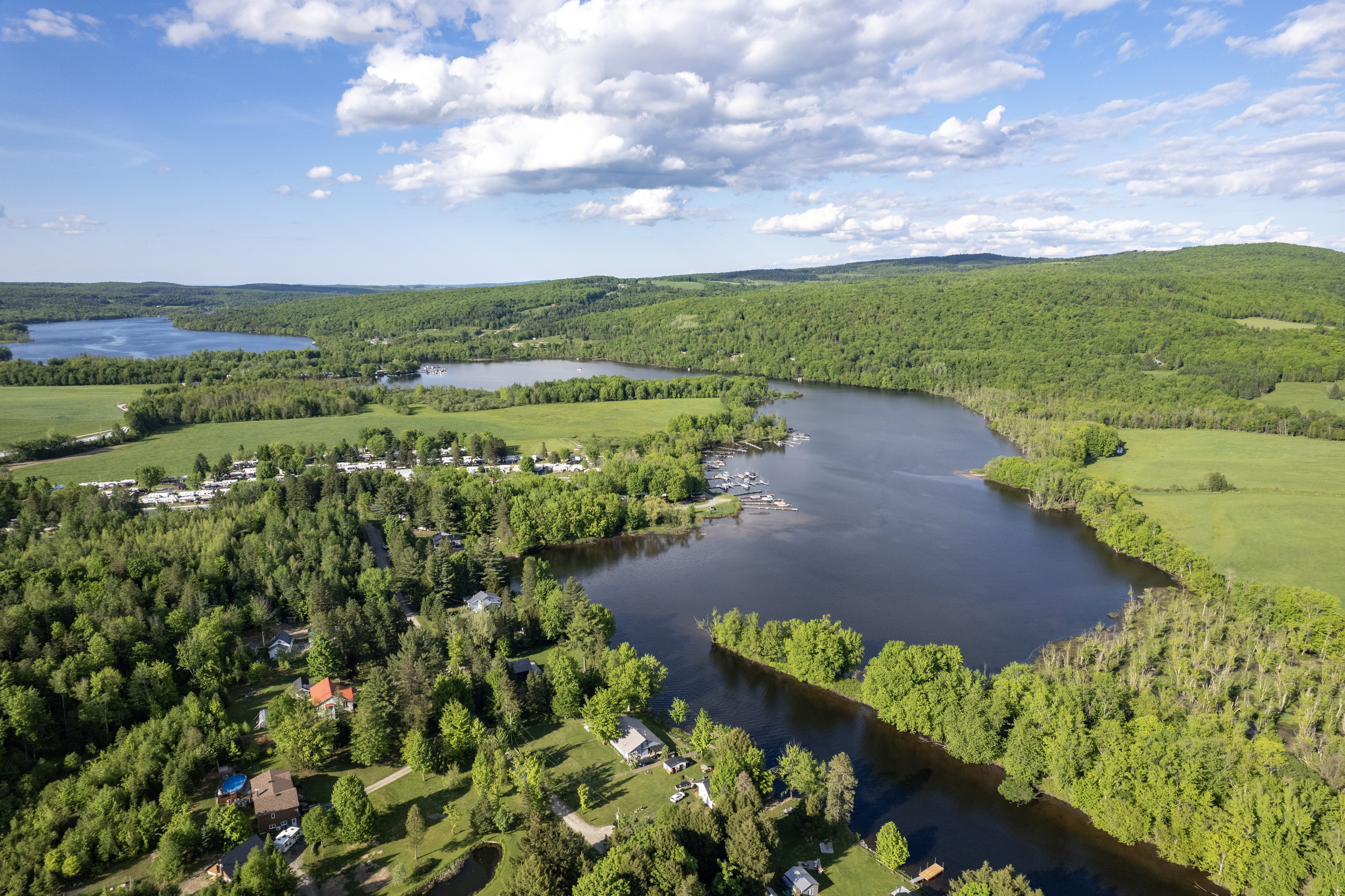
La rivière Bécancour à Saint-Ferdinand.

Le bassin comprend 378 espèces végétales . Dans la plaine en aval du bassin, les principales espèces forestières sont le bouleau gris, le peuplier faux-tremble, l'épinette blanche et le sapin baumier. Les tourbières encouragent quant à elles l'épinette noire et le mélèze laricin. Le secteur des Appalaches est dominé par l'érablière à bouleau jaune et l'érablière à hêtre . Le sommet des montagnes près de Thetford Mines est favorable au bouleau blanc alors que dans le bas des pentes on retrouve le sapin baumier et le mélèze laricin.
On retrouve 66 espèces de poissons dans le bassin de la Bécancour. Les principales espèces présentant un intérêt pour la pêche sportive sont l'omble de fontaine, la truite brune, la truite arc-en-ciel, le saumon atlantique, le touladi, le grand brochet, le maskinongé, la barbotte brune, le crapet de roche, le crapet-soleil, l'achigan à petite bouche, l'achigan à grande bouche, la perchaude et le doré jaune.

## Histoire
C'est vers 1600 que les Abénaquis se sont établis à l'embouchure de la Wôlinaktekw . La plupart des autochtones qui s’y établirent étaient venus de Namesokântsik (lieu où il y a beaucoup de poissons), connu maintenant sous le nom de Mégantic, et des Abénakis venant de la région de la rivière Kennebec qui circulait par le Lac Mégantic. Après plusieurs déplacements, ils s'installèrent définitivement à Wôlinak en 1735. La Piste Bécancour (Abenaki Becancour Trail), reliait le Grand lac Saint-François, via le Petit Lac Saint-François (Ashberham), dans le canton de Coleraine, au bassin de la rivière Bécancour jusqu'à Wôlinak. Un village nommé Wananoak situé  près des sources de la rivière et un sentier qui se rendait au Lac Mégantic est inscrit sur une carte de John Mitchell de 1755. Le village est également décrit : Village Indien de la Nouvelle-France ou Canada situé près de la rive et la source de la rivière Puante.  Quant aux Français, ils commencèrent à s'établir dans la plaine de Bécancour en 1676. La région des Appalaches fut colonisée par les Britanniques au début des années 1800. Ils furent remplacés par les Canadiens français et les Irlandais vers le milieu du XIXe siècle .
La région des Appalaches fut cependant transformée dès 1876 avec la découverte de l'amiante . C'est en 1905 que Thetford Mines, la ville la plus importante du bassin, est fondée.